# Волжский научно-исследовательский институт углеводородного сырья
Волжский научно-исследовательский институт углеводородного сырья (ВНИИУС) — российский НИИ специализирующийся в области производства и потребления углеводородного сырья. В советское время — «Всесоюзный научно-исследовательский институт углеводородного сырья», после распада СССР и до 2005 г. — «Всероссийский научно-исследовательский институт углеводородного сырья». С 2005 года АО «ВНИИУС» — это коммерческая организация.

## История

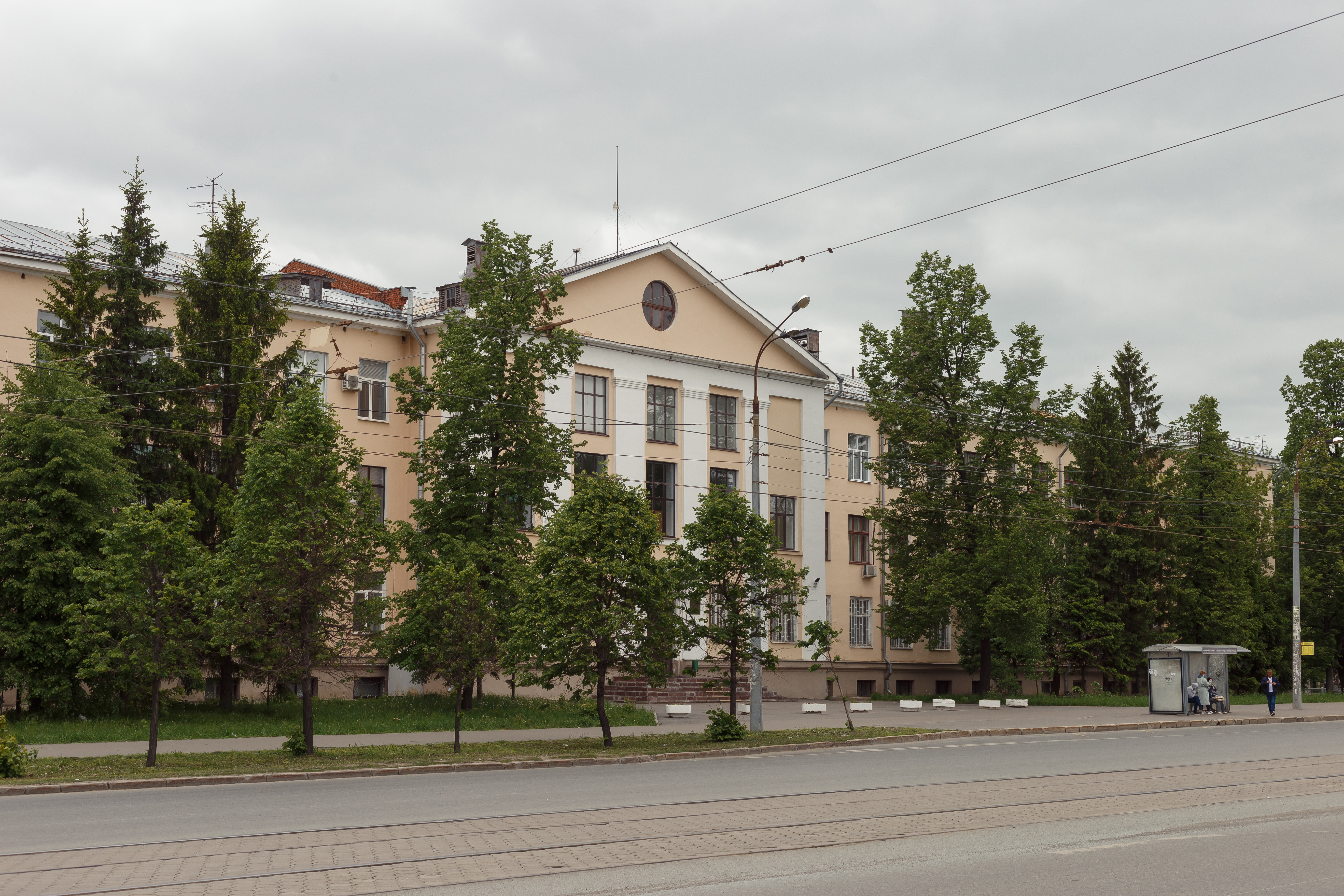
Здание ВНИИУСа

19 апреля 1965 года приказом № 74 Госкомитета нефтеперерабатывающей промышленности при Госплане СССР был организован «Всесоюзный Научно-Исследовательский Институт промыслового Углеводородного Сырья». ВНИИУС создавался как головной НИИ в области производства и потребления лёгкого углеводородного сырья.
В 1974 г. был внедрён в промышленное производство процесс «ВНИИУС-12» — гомогенно-каталитический способ щелочной демеркаптанизации лёгкого углеводородного сырья.
Здание института располагается на улице Николая Ершова. Трёхэтажная капитальная постройка с цокольным этажом и внутренней дворовой территорией, на которой находятся гаражи, склады и мастерские.
С декабря 1994 года по январь 1995 года специалисты ВНИИУС совместно с «Chevron» (США) провели пилотные испытания технологии демеркаптанизации сырой нефти, спроектировали промышленную установку и осуществили изготовление аппаратов, монтаж аппаратов и пуск установки мощностью 4 млн.тонн/год.

### Современное состояние
С 21 февраля 2005 г. НИИ становится акционерным обществом «Волжский Научно-Исследовательский Институт Углеводородного Сырья». Организация занимает часть правого крыла здания института, остальные площади сдаются в аренду или проданы. В одном здании с НИИ соседствуют: Райффайзенбанк, ЗАО НПЦ «ХИМТЕХНО», ООО "НПЦ «Интехпромсервис» и прочие.

## Структура
В состав НИИ входят лаборатории:
1. Лаборатория стандартизации;
2. Лаборатория технологии сероочистки углеводородного сырья и продуктов, поставки катализаторов и нейтрализаторов;
3. Лаборатория технологии нефте- газопереработки;
4. Лаборатория нормирования потерь нефти и нефтепродуктов;
5. Испытательный центр нефтепродуктов. Исследования нефти и нефтепродуктов;
6. Лаборатория газохроматографических методов анализа.